# Allas-les-Mines
 Allas-les-Mines , en occitano Alàs, es una población y comuna francesa, situada en la región de Aquitania, departamento de Dordoña, en el distrito de Sarlat-la-Canéda y cantón de Saint-Cyprien.
Formaba parte de la región histórica de Périgord.

## Demografía
| 290 | 236 | 198 | 185 | 203 | 224 |
| Para los censos de 1962 a 1999 la población legal corresponde a la población sin duplicidades (Fuente: INSEE [Consultar]) |     |     |     |     |     |